# Секс без проникнення

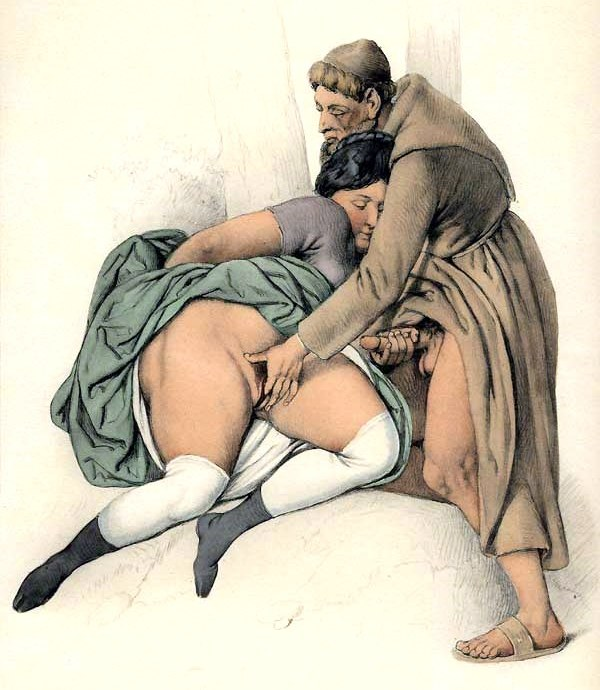
Йоганн Непомук Гейгера, акварель, 1840.

Секс без прони́кнення (непрони́кний секс, важки́й петинг) — сексуальні практики без вагінального, анального чи орального проникнення. Умови взаємної мастурбації та погладжування також використовуються, але з дещо іншими акцентами. Використовується як самостійна сексуальна практика партнер(к)ами всіх орієнтацій, перед проникаючим сексом, а також як метод для досягнення сексуального задоволення при забороні проникаючого сексу (зокрема вагінального).

## Типи сексу без проникнення

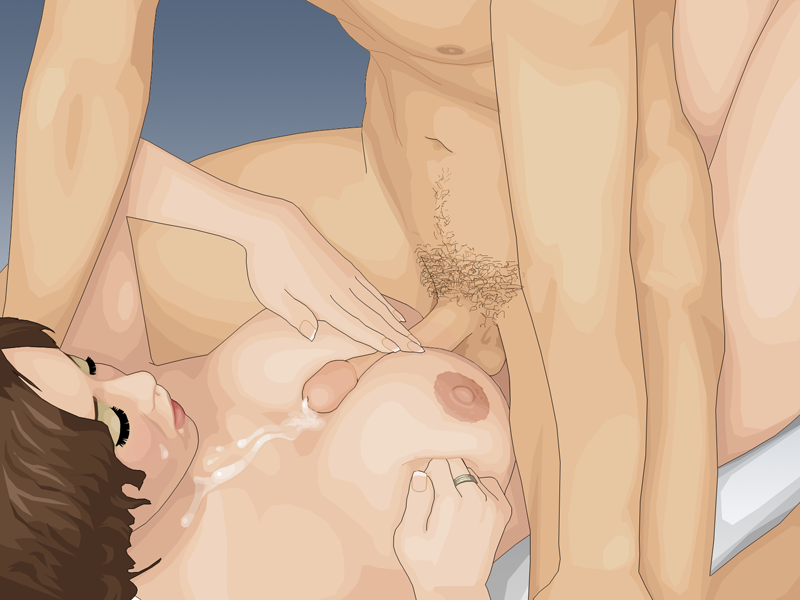
Проникнення між грудьми

Непроникний секс, включає, але не обмежується такими прикладами:
Виключно непроникні:
- Еротичний масаж — розтирання усього тіла, з олією чи без. Може посилюватися в поєднанні з глибоким диханням.
- Оральна стимуляція сосків.
- Стимуляція клітора руками.
- Стимуляція пеніса руками.
- Оральний секс — стимуляція статевих органів ротом, губами, язиком чи зубами
  - Кунілінгус
  - Феляція
- Трибадизм — тертя вульв двох партнерок, у формі «ножиць» чи інших позиціях.
- Фрот — тертя двох пенісів.
- Футджоб — стимулювання геніталій ногами.
- Пахвові зносини — пеніс вставляється в пахву партнера(-ки)[3][4].
- Міжстегновий секс — вид іррумації, коли пеніс поміщається між стегон партнера(-ки).
- Міжсідничний секс — вид іррумації, коли пеніс поміщається між сідницями партнера(-ки).
- Проникнення між грудьми — тертя пенісом між грудьми партнерки.
- Сумата — тип стимуляції пеніса, популярний в японських борделях: жінка тре пеніс руками, стегнами та великими статевими губами[5].

### Взаємна мастурбація
Взаємна мастурбація є практикою, де двоє чи більше людей стимулюють себе або одне одного. Можна стимулювати виключно партнера, або себе і партнера. Якщо немає обміну тілесними рідинами (як заведено), взаємна мастурбація є однією з форм безпечного сексу, і значно знижує ризик передачі ІПСШ.

## Ризик вагітності
Тертя геніталіями може нести ризик вагітності шляхом передачі сперматозоїдів до вагіни.
Ризик вагітності при оральному сексі існує при контакті між спермою або передеякулятом і жіночими статевими органами.